# Puente Alto

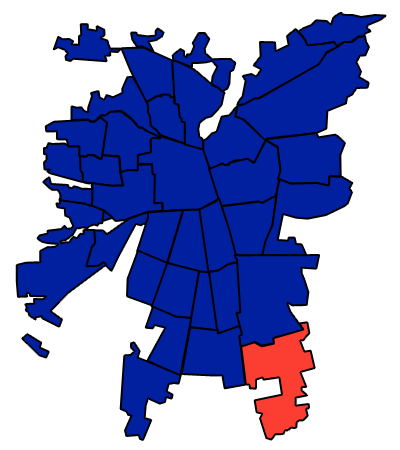
Położenie Puente Alto w aglomeracji stołecznej Gran Santiago

Puente Alto – miasto i gmina w Chile, w regionie Metropolitana, położona na południe od stolicy kraju Santiago. Znajduje się na wysokości 670 m n.p.m. Współrzędne geograficzne: 33°37′S 70°35′W/-33,616667 -70,583333. Ludność: 492,6 tys. (2002). Drugie pod względem liczby ludności miasto Chile. Wchodzi w skład aglomeracji stołecznej Gran Santiago.
Miasto zostało założone w XIX wieku jako Las Arañas. W 1898 Puente Alto otrzymało prawa miejskie. Od 1958 jest ośrodkiem administracyjnym prowincji Cordillera. 
W mieście rozwinął się głównie przemysł spożywczy, papierniczy, włókienniczy oraz szklarski. Jest ważnym ośrodkiem handlu dla otaczającego go regionu rolniczego (m.in. uprawa winorośli). Stanowi ważny węzeł drogowy.